# Хана Мандликова
Хана Мандликова (чеш. Hana Mandlíková; Праг, 19. фебруар 1962) јесте бивша професионална тенисерка. У својој каријери, која је трајала од 1978. до 1990. године, играла је и за Чехословачку и за Аустралију.
Током професионалне каријере, освојила је четири гренд слем турнира у појединачној конкуренцији - Отворено првенство Аустралије (1980, 1987), Отворено првенство Француске (1981) и Отворено првенство САД (1985). Такође је, заједно с Мартином Навратиловом, освојила Отворено првенство САД 1989. у конкуренцији женских парова. Једини гренд слем турнир који никада није освојила је Вимблдон, чије је финале играла два пута (1981, 1986).
Када се суочила с многобројним повредама, што је довело до губитка самопоуздања, Мандликова се повукла 1990. године, са 28 година, што је релативно рано.

## Приватни живот
Отац Хане Мандликове је Виљем Мандлик, који је био чешки тркач на 200 метара. Удала се за аустралијског угоститеља Јана Седлака у Прагу 1986. године; пар се развео две године касније, убрзо након што је Мандликова добила аустралијско држављанство. У мају 2001. родила је близанце Марка Виљема и Елизабет Хану. Њихов отац је био њен пријатељ који није требало да учествује у њиховом одгоју. Мандликова са својом партнерком Сидни Билијер одгаја двоје деце у Брадентону на Флориди. Обоје деце су јуниорски тенисери.

## Тренерска каријера
Пошто је престала да професионално игра тенис, Хана Мандликова је постала успешан тренер. Тренирала је Јану Новотну девет година, а за то време је Новотна постала 2. играчица планете и освојила је Вимблдон. Мандликова је такође била селектор чешког Фед куп тима.

## Гренд слем финала

### Појединачно (8)

#### Победе (4)
| Година | Турнир                            | Противница у финалу | Резултат      |
| 1980   | Отворено првенство Аустралије     | Венди Тарнбул       | 6–0, 7–5      |
| 1981   | Отворено првенство Француске      | Силвија Ханика      | 6–2, 6–4      |
| 1985   | Отворено првенство САД            | Мартина Навратилова | 7–6, 1–6, 7–6 |
| 1987   | Отворено првенство Аустралије (2) | Мартина Навратилова | 7–5, 7–6      |

#### Порази (4)
| Година | Турнир                     | Противница у финалу | Резултат      |
| 1980   | Отворено првенство САД     | Крис Еверт          | 5–7, 6–1, 6–1 |
| 1981   | Вимблдон                   | Крис Еверт          | 6–2, 6–2      |
| 1982   | Отворено првенство САД (2) | Крис Еверт          | 6–3, 6–1      |
| 1986   | Вимблдон (2)               | Мартина Навратилова | 7–6, 6–3      |

### Женски парови (4)

#### Победе (1)
| Година | Турнир                 | Партнерка           | Противнице у финалу           | Резултат      |
| 1989   | Отворено првенство САД | Мартина Навратилова | Мери Џо Фернандез Пем Шрајвер | 5–7, 6–4, 6–4 |

#### Порази (3)
| Година | Турнир                       | Партнерка          | Противнице у финалу             | Резултат      |
| 1984   | Отворено првенство Француске | Клаудија Коде-Килш | Мартина Навратилова Пем Шрајвер | 4-6, 6–2, 6-2 |
| 1986   | Вимблдон                     | Венди Тарнбул      | Мартина Навратилова Пем Шрајвер | 6–1, 6–3      |
| 1986   | Отворено првенство САД       | Венди Тарнбул      | Мартина Навратилова Пем Шрајвер | 6-4, 3-6, 6–3 |

## Учешће на гренд слем турнирима

### Појединачно
| Турнир                        | 1978  | 1979  | 1980  | 1981  | 1982  | 1983  | 1984  | 1985  | 1986  | 1987  | 1988  | 1989  | 1990  | Освојени турнири |
| ----------------------------- | ----- | ----- | ----- | ----- | ----- | ----- | ----- | ----- | ----- | ----- | ----- | ----- | ----- | ---------------- |
| Отворено првенство Аустралије | Н     | ЧФ    | П     | ЧФ    | 2.    | 2.    | Н     | ПФ    | НО    | П     | ЧФ    | 4.    | 3.    | 2 / 10           |
| Отворено првенство Француске  | 2.    | ЧФ    | ПФ    | П     | ПФ    | ЧФ    | ПФ    | ЧФ    | ПФ    | 2.    | 2.    | 1.    | Н     | 1 / 12           |
| Вимблдон                      | Н     | 4.    | 4.    | Ф     | 2.    | 4.    | ПФ    | 3.    | Ф     | Н     | 3.    | 4.    | 2.    | 0 / 11           |
| Отворено првенство САД        | 3.    | 2.    | Ф     | ЧФ    | Ф     | ЧФ    | ЧФ    | П     | 4.    | 4.    | Н     | 3.    | Н     | 1 / 11           |
| Освојени турнири              | 0 / 2 | 0 / 4 | 1 / 4 | 1 / 4 | 0 / 4 | 0 / 4 | 0 / 3 | 1 / 4 | 0 / 3 | 1 / 3 | 0 / 3 | 0 / 4 | 0 / 2 | 4 / 44           |

- Н - није учествовала на турниру
- НО - турнир није одржан